# 张铠 (成化进士)
張鎧（1452年—？），字廷儀，順天府薊州平谷縣辛寨社人，明朝政治人物。

## 生平
成化十年（1474年）甲午科順天鄉試第五十九名舉人，十七年（1481年）中式辛丑科會試第一百九十名，二甲第九十二名進士。

## 家族
曾祖張道明；祖父張弼；父張雲，知府；母韓氏。慈侍下。兄張銘，義官；張鑄，府同知；張銳；弟張錫、張鎰、張鉦。張鑄子張禬、張禴。